# Liste der Auslandsvertretungen Chinas

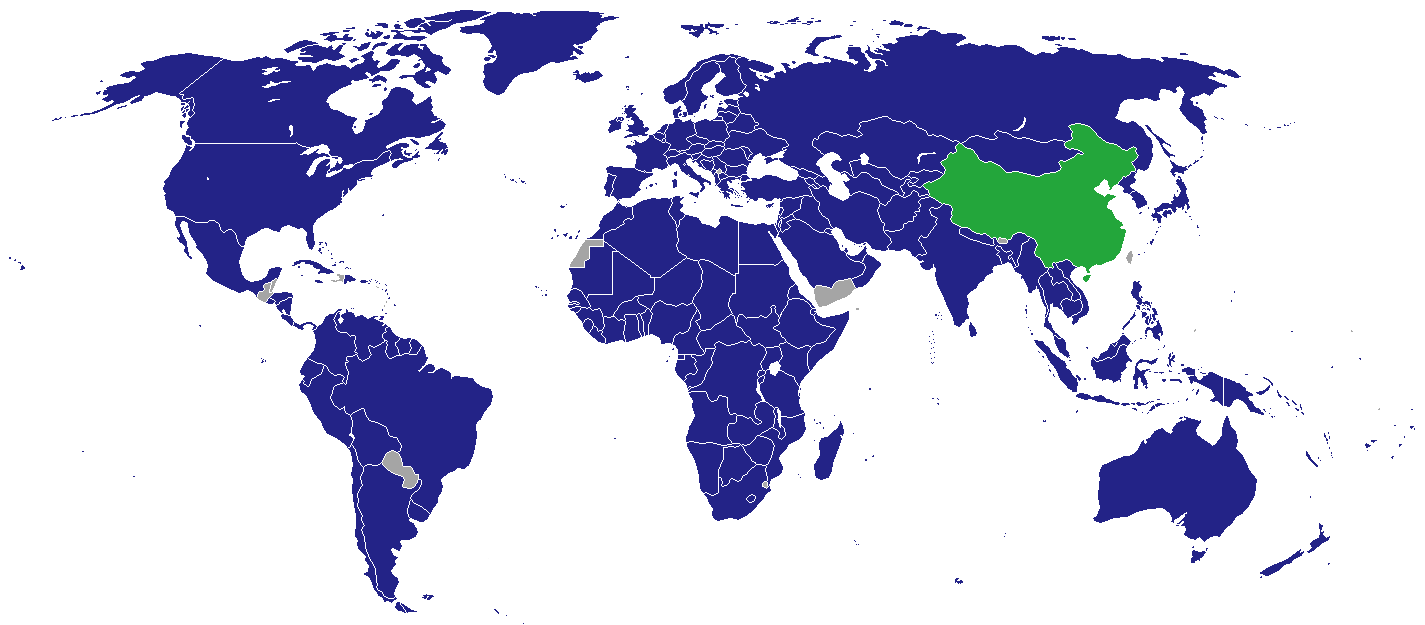
Standorte der diplomatischen Vertretungen Chinas

Dies ist eine Liste der diplomatischen und konsularischen Vertretungen der Volksrepublik China.

## Diplomatische und konsularische Vertretungen

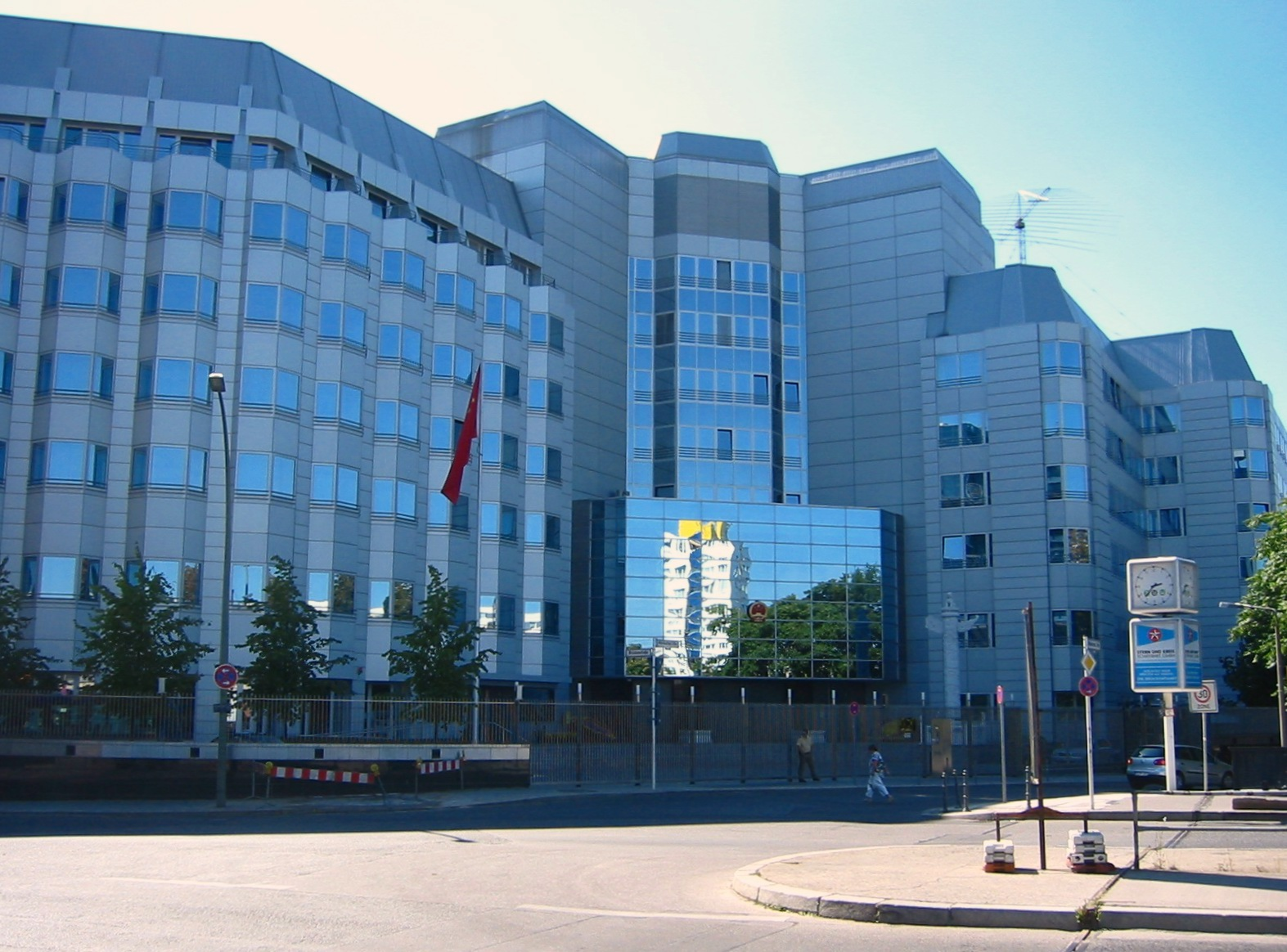
Chinesische Botschaft in Berlin

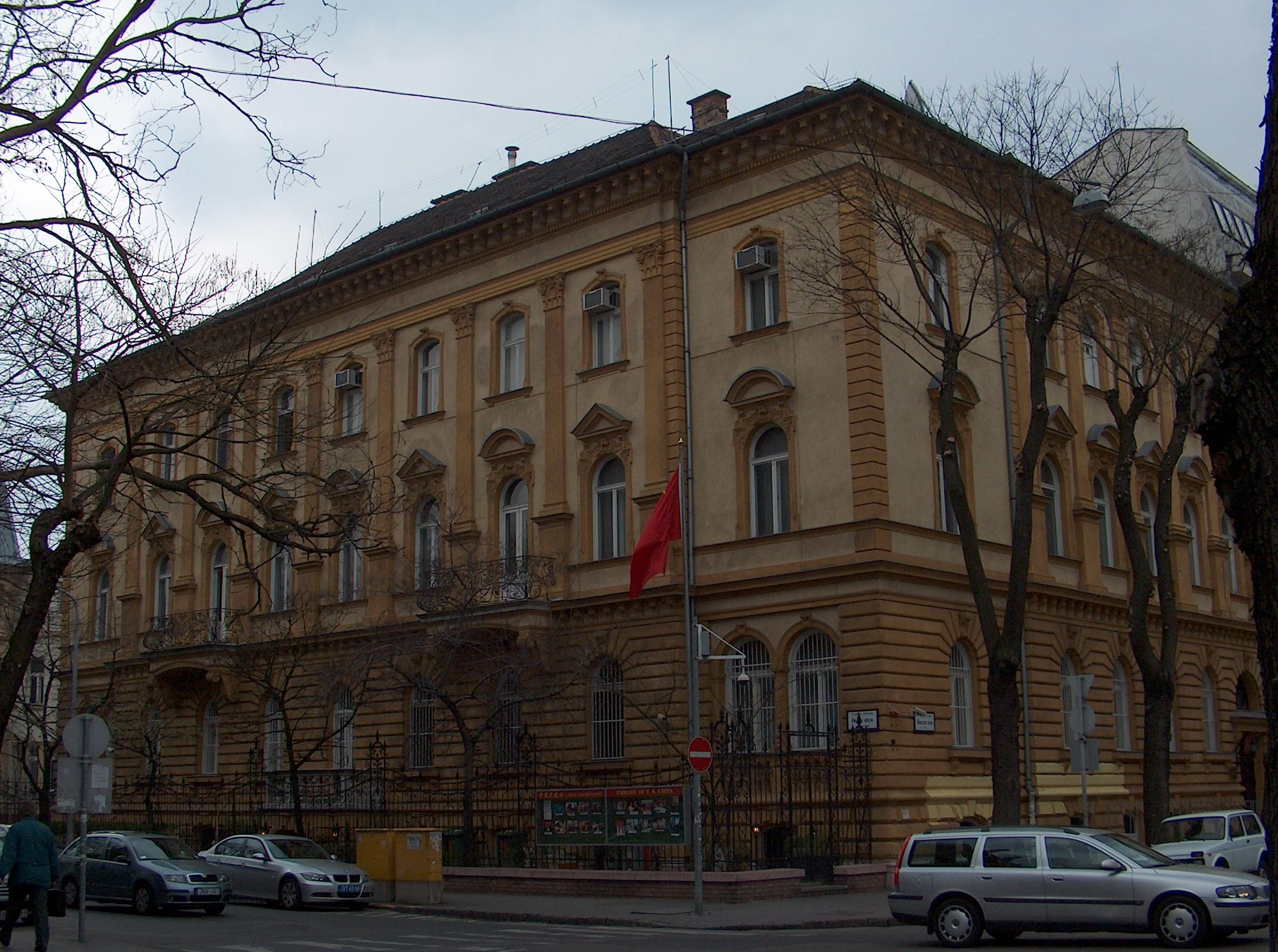
Chinesische Botschaft in Budapest

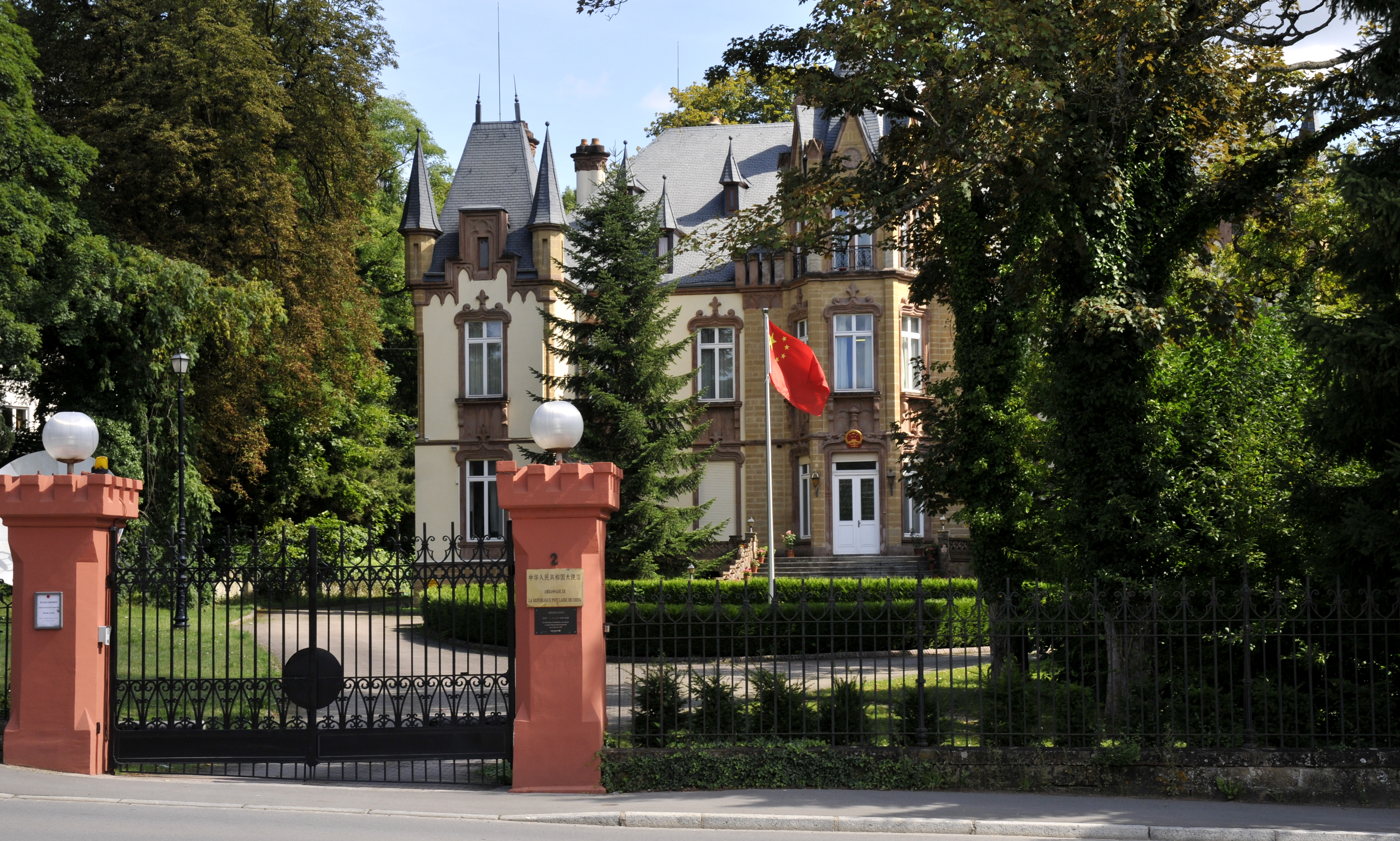
Chinesische Botschaft in Luxemburg

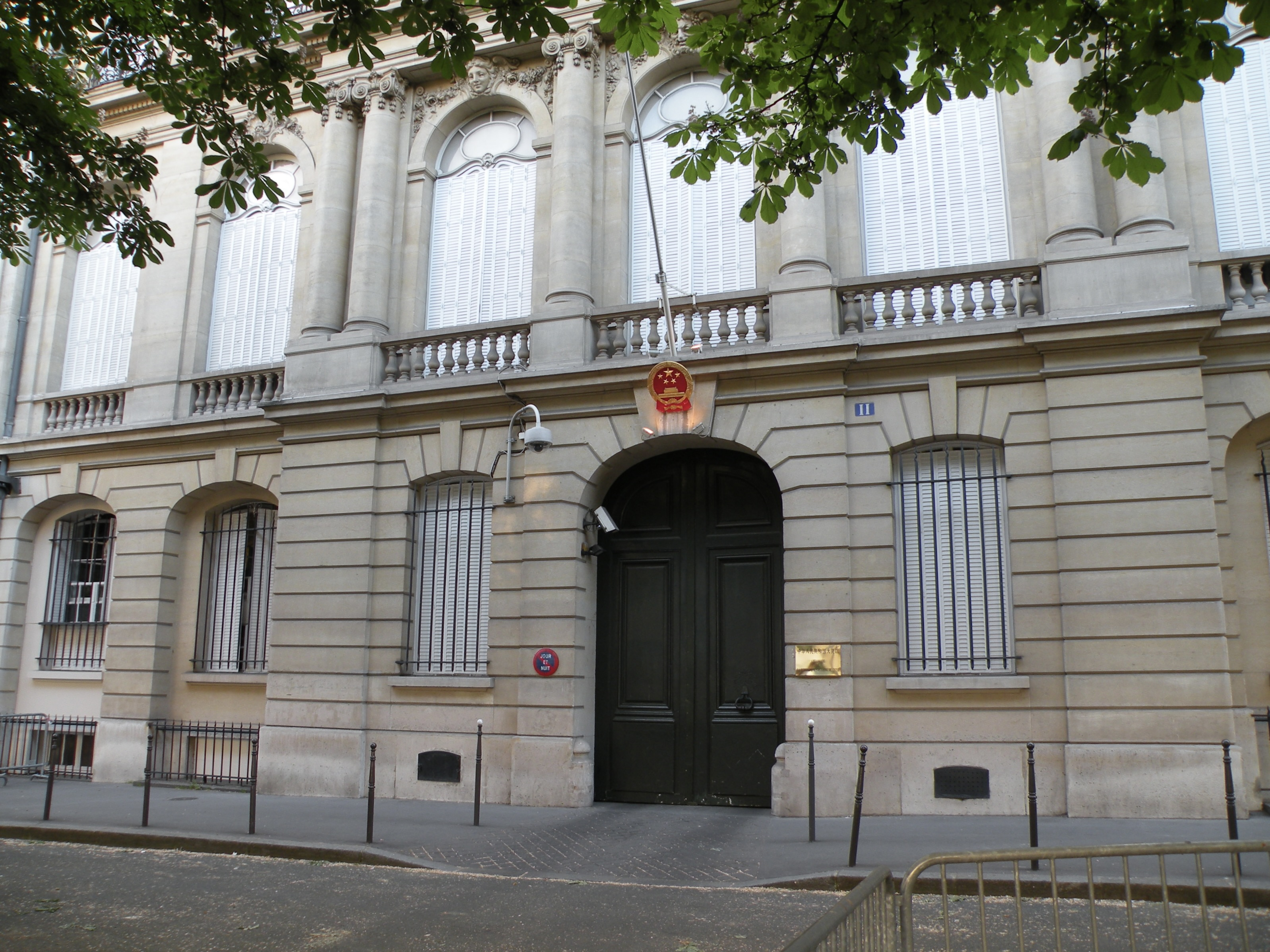
Chinesische Botschaft in Paris

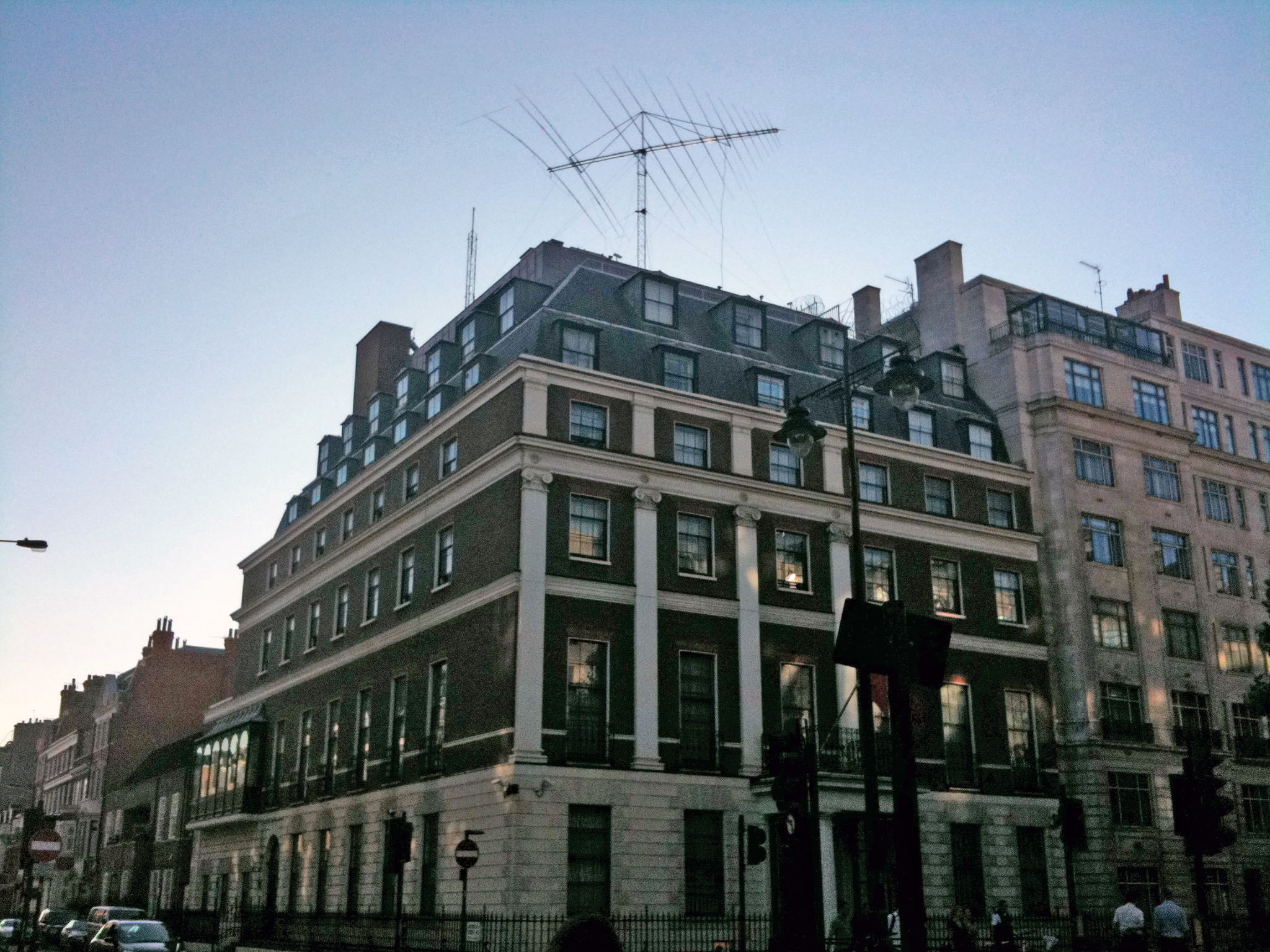
Chinesische Botschaft in London

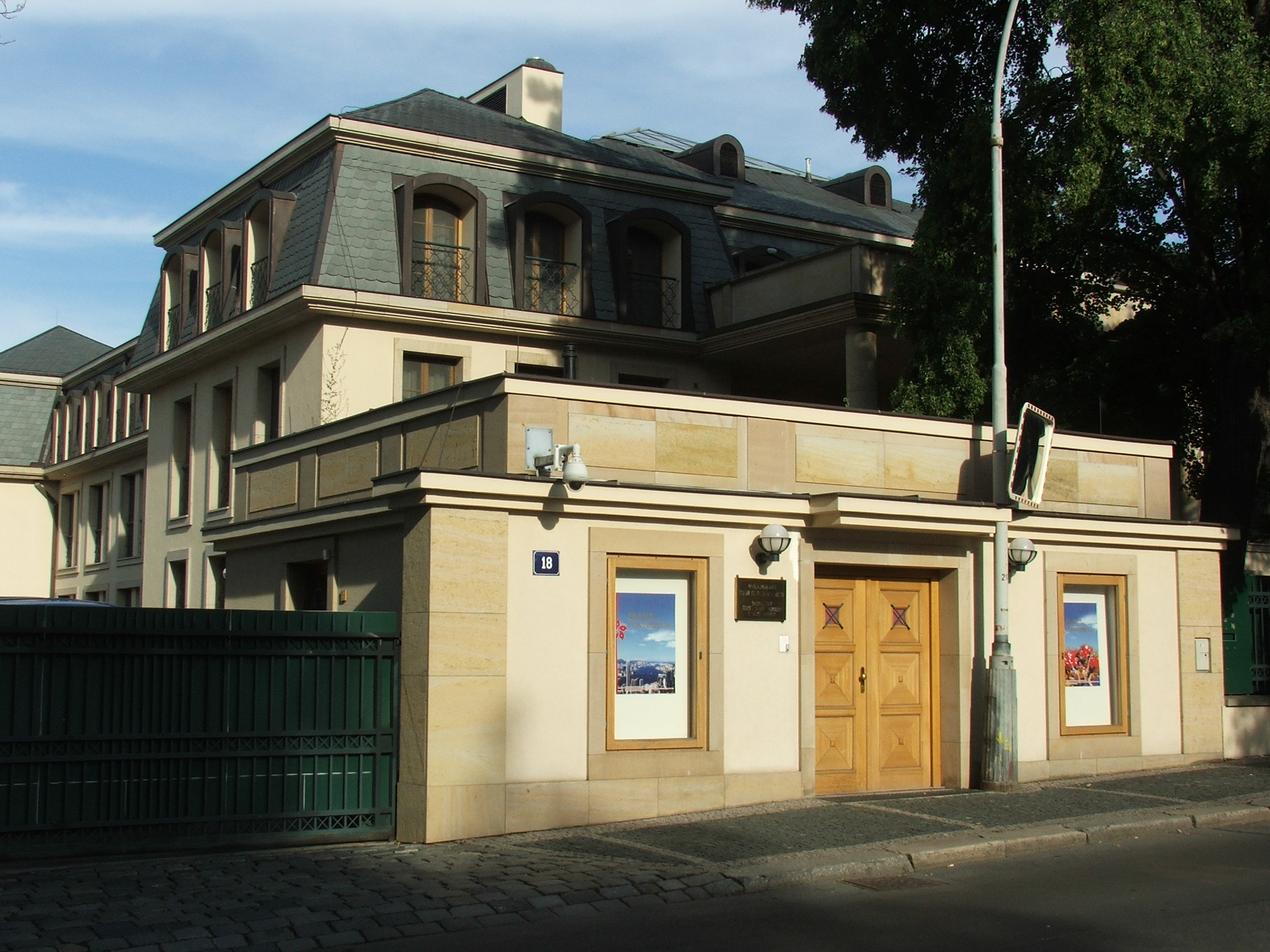
Chinesische Botschaft in Prag

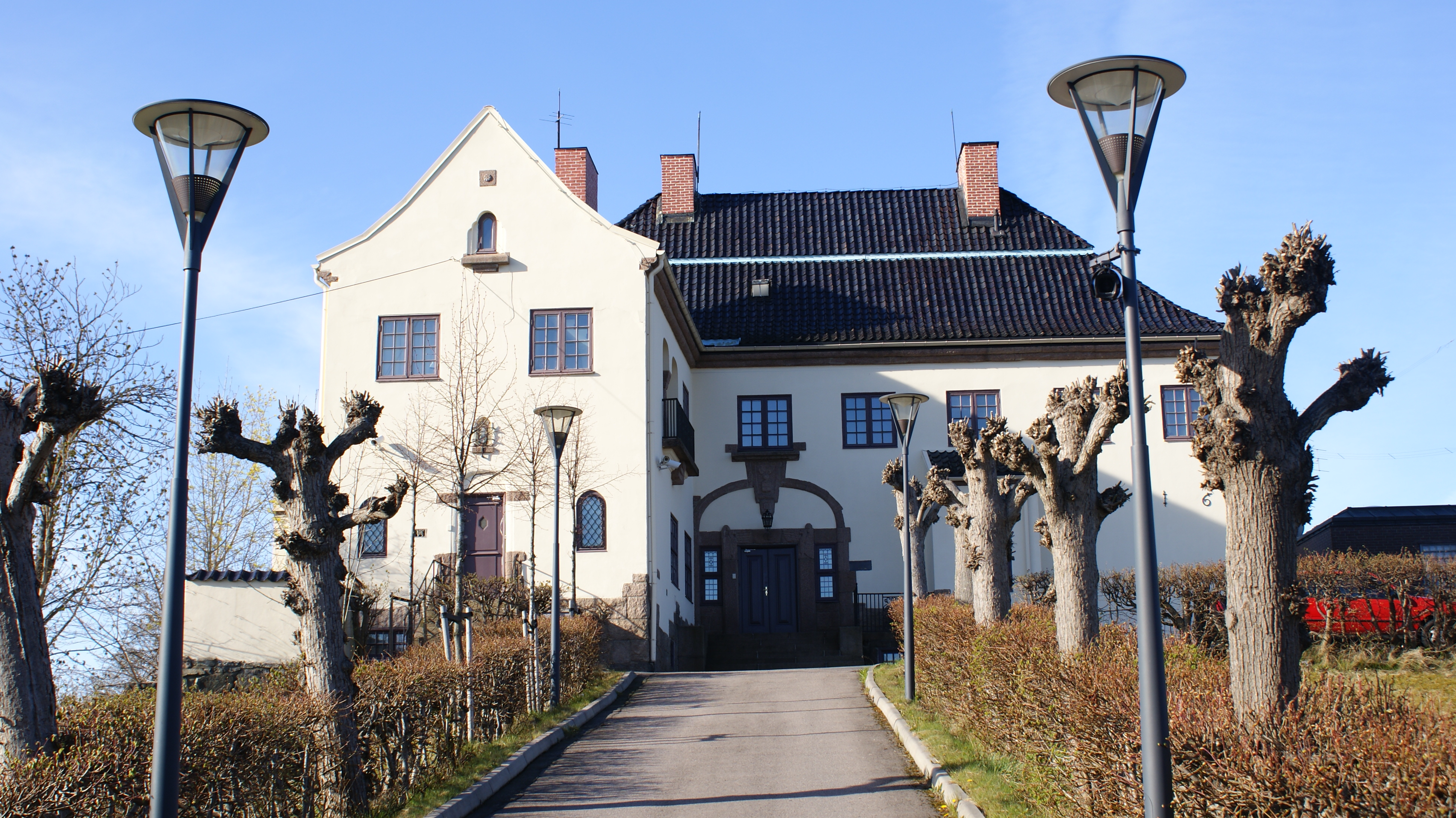
Chinesische Botschaft in Oslo

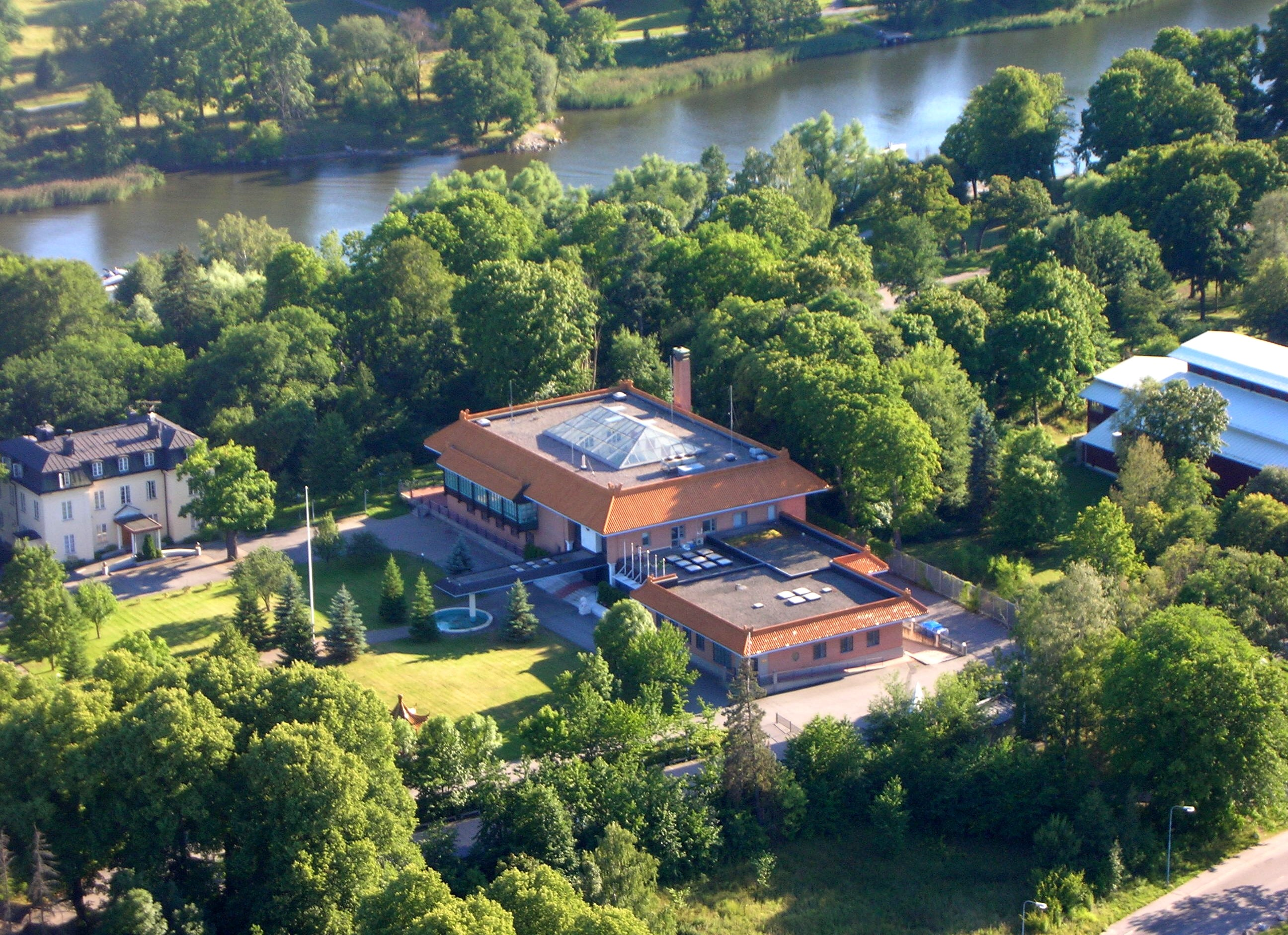
Chinesische Botschaft in Stockholm

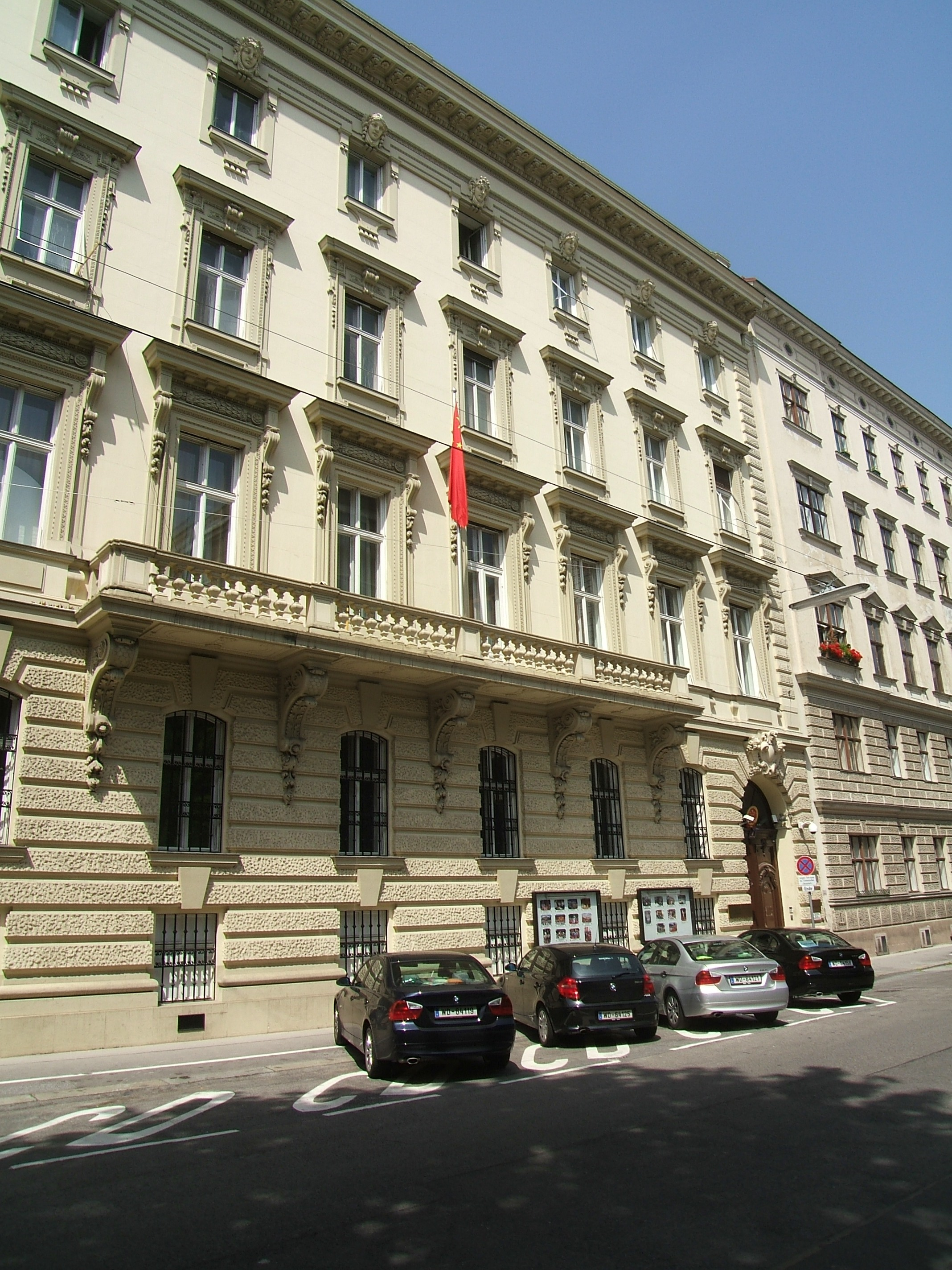
Chinesische Botschaft in Wien

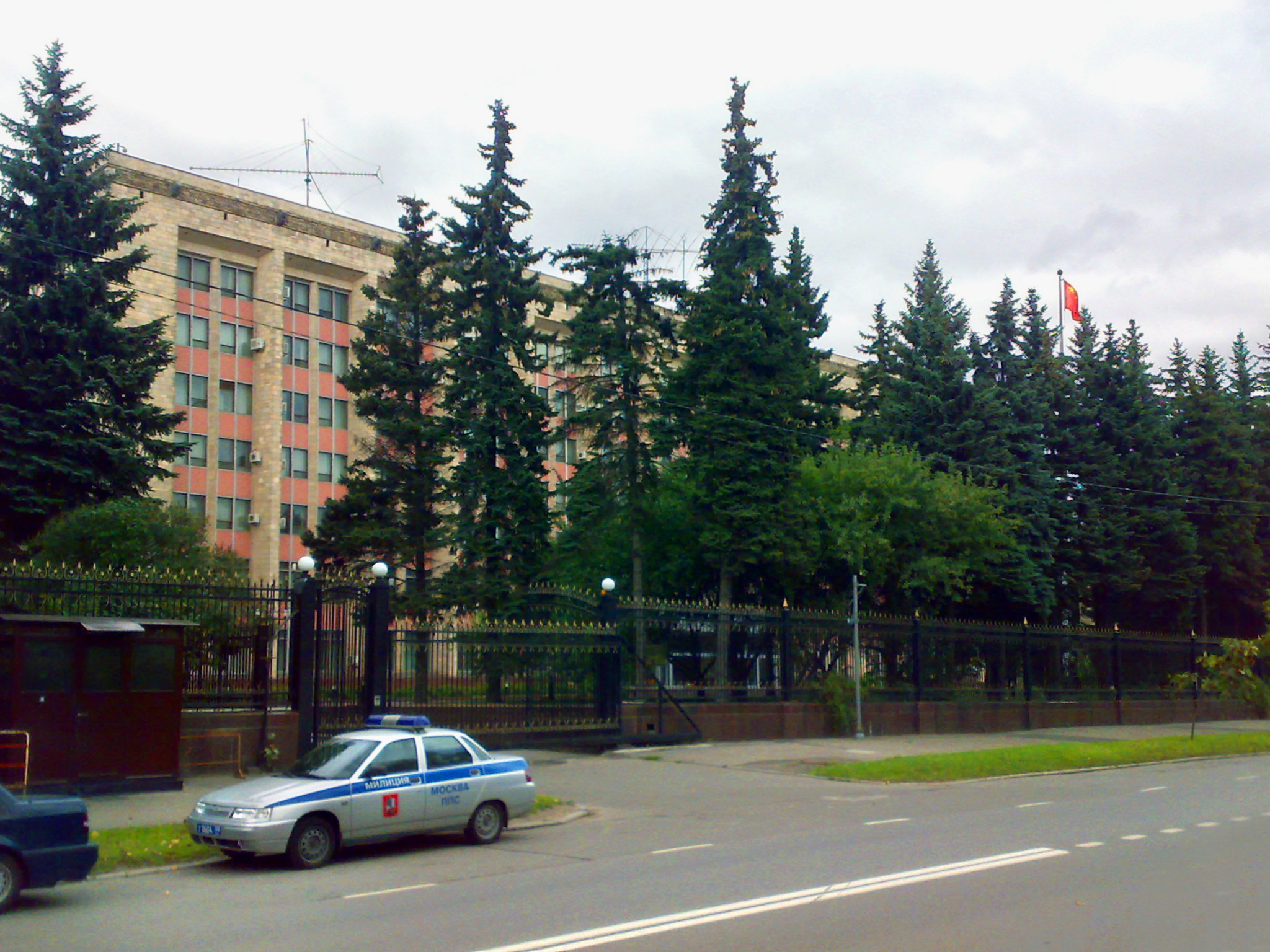
Chinesische Botschaft in Moskau

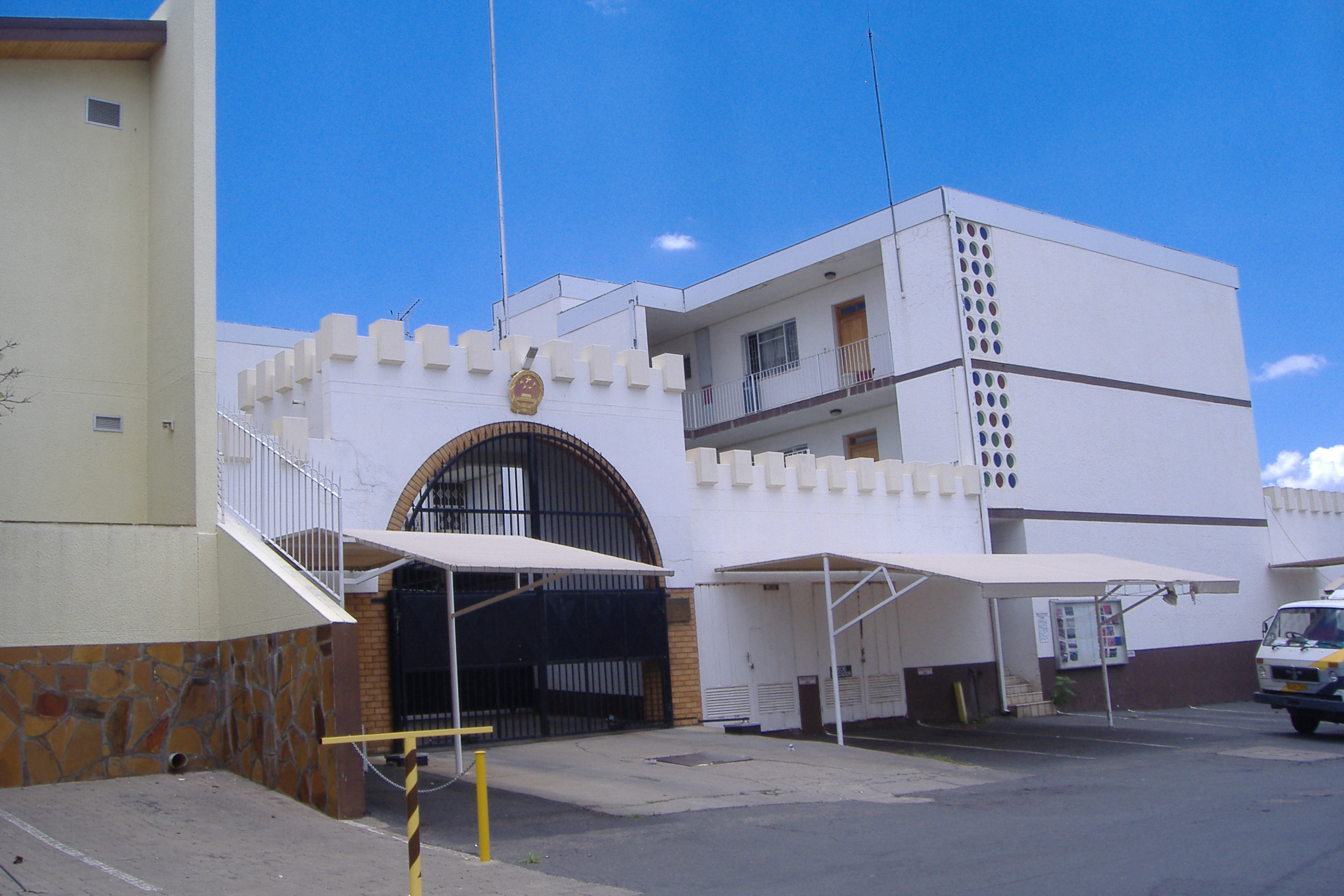
Chinesische Botschaft in Windhoek

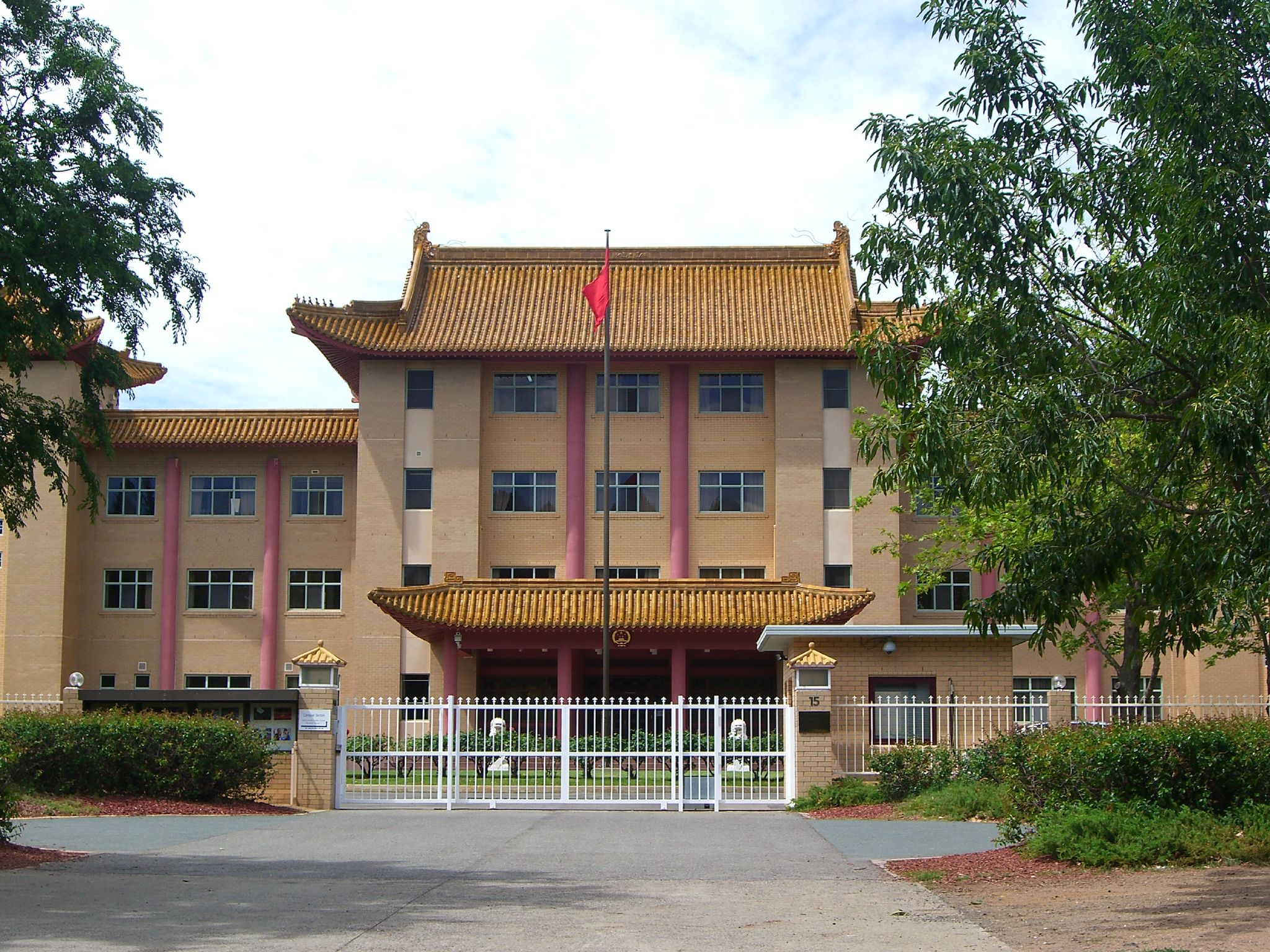
Chinesische Botschaft in Canberra

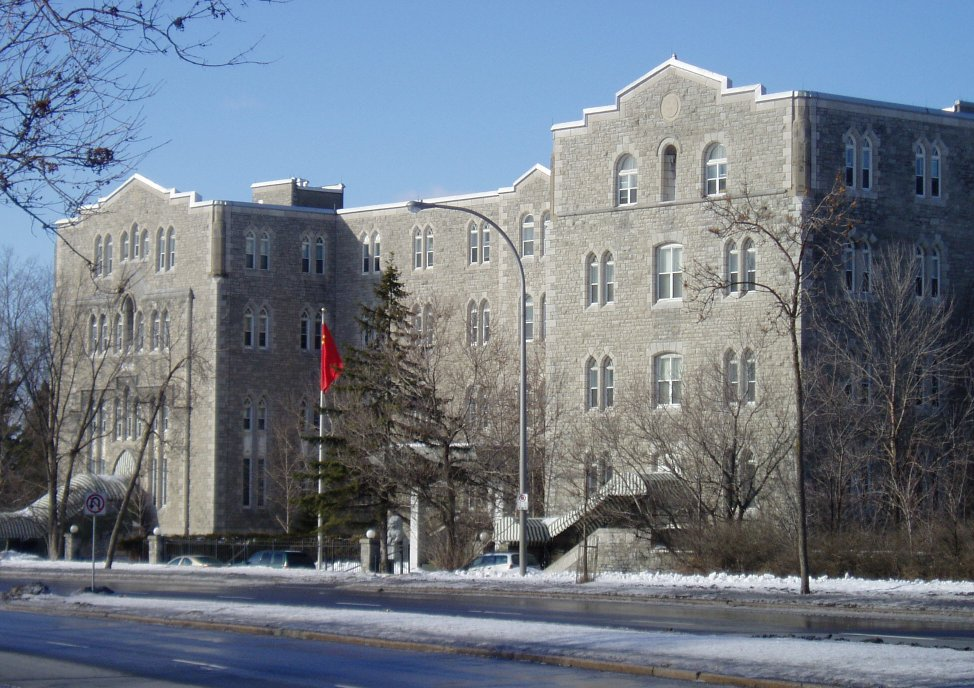
Chinesische Botschaft in Ottawa

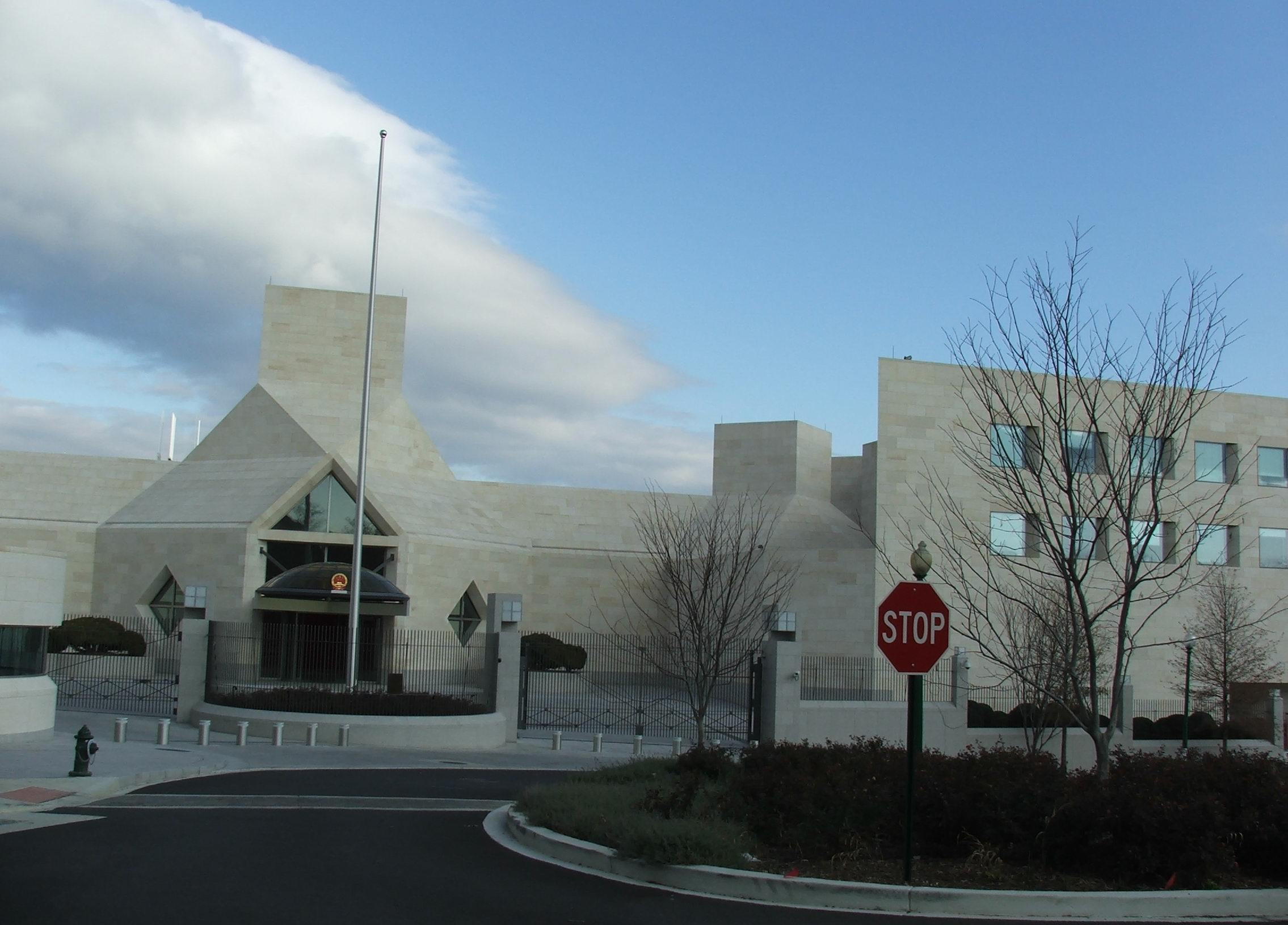
Chinesische Botschaft in Washington, D.C.

### Afrika
| - Ägypten: Kairo, Botschaft - Ägypten: Alexandria, Generalkonsulat - Ägypten: Port Said, Zweigstelle des Generalkonsulats - Algerien: Algier, Botschaft - Angola: Luanda, Botschaft - Äthiopien: Addis Abeba, Botschaft - Äquatorialguinea: Malabo, Botschaft - Äquatorialguinea: Bata, Generalkonsulat - Benin: Cotonou, Botschaft - Botswana: Gaborone, Botschaft - Burundi: Bujumbura, Botschaft - Dschibuti: Dschibuti, Botschaft - Elfenbeinküste: Abidjan, Botschaft - Eritrea: Asmara, Botschaft - Frankreich: Saint-Denis, Réunion, Generalkonsulat - Gabun: Libreville, Botschaft - Gambia: Banjul, Botschaft - Ghana: Accra, Botschaft - Guinea: Conakry, Botschaft - Guinea-Bissau: Bissau, Botschaft - Kamerun: Jaunde, Botschaft - Kamerun: Douala, Generalkonsulat - Kap Verde: Praia, Botschaft - Kenia: Nairobi, Botschaft - Kongo, Demokratische Republik: Kinshasa, Botschaft - Kongo, Republik: Brazzaville, Botschaft - Komoren: Moroni, Botschaft - Lesotho: Maseru, Botschaft - Liberia: Monrovia, Botschaft - Libyen: Tripolis, Botschaft - Madagaskar: Antananarivo, Botschaft | - Malawi: Lilongwe, Botschaft - Mali: Bamako, Botschaft - Mauretanien: Nouakchott, Botschaft - Mauritius: Port Louis, Botschaft - Marokko: Rabat, Botschaft - Mosambik: Maputo, Botschaft - Namibia: Windhoek, Botschaft - Niger: Niamey, Botschaft - Nigeria: Abuja, Botschaft - Nigeria: Lagos, Generalkonsulat - Ruanda: Kigali, Botschaft - Sambia: Lusaka, Botschaft - São Tomé und Príncipe: São Tomé, Botschaft - Senegal: Dakar, Botschaft - Seychellen: Victoria, Botschaft - Sierra Leone: Freetown, Botschaft - Simbabwe: Harare, Botschaft - Somalia: Mogadischu, Botschaft - Südafrika: Pretoria, Botschaft - Südafrika: Durban, Generalkonsulat - Südafrika: Johannesburg, Generalkonsulat - Südafrika: Kapstadt, Generalkonsulat - Südsudan: Juba, Botschaft - Sudan: Khartum, Botschaft - Tansania: Daressalam, Botschaft - Tansania: Dodoma, Generalkonsulat - Tansania: Sansibar, Generalkonsulat - Togo: Lomé, Botschaft - Tschad: N’Djamena, Botschaft - Tunesien: Tunis, Botschaft - Uganda: Kampala, Botschaft - Zentralafrikanische Republik: Bangui, Botschaft |

### Asien
| - Afghanistan: Kabul, Botschaft - Armenien: Jerewan, Botschaft - Aserbaidschan: Baku, Botschaft - Bahrain: Manama, Botschaft - Bangladesch: Dhaka, Botschaft - Brunei: Bandar Seri Begawan, Botschaft - Georgien: Tiflis, Botschaft - Indien: Neu-Delhi, Botschaft - Indien: Kalkutta, Generalkonsulat - Indien: Mumbai, Generalkonsulat - Indonesien: Jakarta, Botschaft - Indonesien: Denpasar, Generalkonsulat - Indonesien: Medan, Generalkonsulat - Indonesien: Surabaya, Generalkonsulat - Iran: Teheran, Botschaft - Iran: Bandar Abbas, Generalkonsulat - Irak: Bagdad, Botschaft - Irak: Basra, Generalkonsulat - Irak: Erbil, Generalkonsulat - Israel: Tel Aviv, Botschaft - Japan: Tokio, Botschaft - Japan: Fukuoka, Generalkonsulat - Japan: Nagasaki, Generalkonsulat - Japan: Nagoya, Generalkonsulat - Japan: Niigata, Generalkonsulat - Japan: Osaka, Generalkonsulat - Japan: Sapporo, Generalkonsulat - Jemen: Sanaa, Botschaft - Jemen: Aden, Generalkonsulat - Jordanien: Amman, Botschaft - Kasachstan: Astana, Botschaft - Kasachstan: Almaty, Generalkonsulat - Katar: Doha, Botschaft - Kambodscha: Phnom Penh, Botschaft - Kambodscha: Siem Reap, Generalkonsulat - Kambodscha: Sihanoukville, Generalkonsulat - Kirgisistan: Bischkek, Botschaft - Kirgisistan: Osch, Generalkonsulat - Kuwait: Kuwait, Botschaft - Laos: Vientiane, Botschaft - Laos: Luang Prabang, Generalkonsulat - Libanon: Beirut, Botschaft - Malaysia: Kuala Lumpur, Botschaft - Malaysia: George Town, Generalkonsulat - Malaysia: Kota Kinabalu, Generalkonsulat - Malaysia: Kuching, Generalkonsulat - Malediven: Malé, Botschaft - Mongolei: Ulaanbaatar, Botschaft - Mongolei: Dsamyn-Üüd, Generalkonsulat | - Myanmar: Rangun, Botschaft - Myanmar: Mandalay, Generalkonsulat - Nepal: Kathmandu, Botschaft - Nordkorea: Pjöngjang, Botschaft - Nordkorea: Ch’ŏngjin, Generalkonsulat - Oman: Maskat, Botschaft - Osttimor: Dili, Botschaft - Pakistan: Islamabad, Botschaft - Pakistan: Lahore, Generalkonsulat - Pakistan: Karatschi, Generalkonsulat - Palestina: Ramallah, Büro - Philippinen: Manila, Botschaft - Philippinen: Davao City, Generalkonsulat - Philippinen: Cebu, Generalkonsulat - Philippinen: Laoag, Konsulat - Russland Chabarowsk, Generalkonsulat - Russland: Kasan, Generalkonsulat - Russland: Irkutsk, Generalkonsulat - Russland: Jekaterinburg, Generalkonsulat - Russland: Sankt Petersburg, Generalkonsulat - Russland: Wladiwostok, Generalkonsulat - Saudi-Arabien: Riad, Botschaft - Saudi-Arabien: Dschidda, Generalkonsulat - Singapur: Singapur, Botschaft - Sri Lanka: Colombo, Botschaft - Südkorea: Seoul, Botschaft - Südkorea: Busan, Generalkonsulat - Südkorea: Gwangju, Generalkonsulat - Südkorea: Jeju-si, Generalkonsulat - Syrien: Damaskus, Botschaft - Tadschikistan: Duschanbe, Botschaft - Thailand: Bangkok, Botschaft - Thailand: Chiang Mai, Generalkonsulat - Thailand: Phuket, Generalkonsulat - Thailand: Songkhla, Generalkonsulat - Thailand: Khon Kaen, Generalkonsulat - Türkei: Ankara, Botschaft - Türkei: Istanbul, Generalkonsulat - Turkmenistan: Aşgabat, Botschaft - Usbekistan: Taschkent, Botschaft - Vereinigte Arabische Emirate: Abu Dhabi, Botschaft - Vereinigte Arabische Emirate: Dubai, Generalkonsulat - Vietnam: Hanoi, Botschaft - Vietnam: Đà Nẵng, Generalkonsulat - Vietnam: Ho-Chi-Minh-Stadt, Generalkonsulat - Zypern: Nikosia, Botschaft |

### Australien und Ozeanien
| - Australien: Canberra, Botschaft - Australien: Adelaide, Generalkonsulat - Australien: Brisbane, Generalkonsulat - Australien: Melbourne, Generalkonsulat - Australien: Perth, Generalkonsulat - Australien: Sydney, Generalkonsulat - Fidschi: Suva, Botschaft - Tahiti: Papeete, Französisch-Polynesien, Konsulat - Kiribati: South Tarawa, Botschaft - Föderierte Staaten von Mikronesien: Pohnpei, Botschaft | - Nauru, Yaren, Botschaft - Neuseeland: Wellington, Botschaft - Neuseeland: Auckland, Generalkonsulat - Neuseeland: Christchurch, Generalkonsulat - Papua-Neuguinea: Port Moresby, Botschaft - Samoa: Apia, Botschaft - Salomonen, Honiara, Botschaft - Tonga: Nukuʻalofa, Botschaft - Vanuatu: Port Vila, Botschaft |

### Europa
| - Albanien: Tirana, Botschaft - Belgien: Brüssel, Botschaft - Bosnien und Herzegowina: Sarajevo, Botschaft - Bulgarien: Sofia, Botschaft - Dänemark: Kopenhagen, Botschaft - Deutschland: Berlin, Botschaft - Deutschland: Bonn, Außenstelle der Botschaft - Deutschland: Düsseldorf, Generalkonsulat - Deutschland: Frankfurt, Generalkonsulat - Deutschland: Hamburg, Generalkonsulat - Deutschland: München, Generalkonsulat - Estland: Tallinn, Botschaft - Finnland: Helsinki, Botschaft - Frankreich: Paris, Botschaft - Frankreich: Lyon, Generalkonsulat - Frankreich: Marseille, Generalkonsulat - Frankreich: Straßburg, Generalkonsulat - Griechenland: Athen, Botschaft - Island: Reykjavík, Botschaft - Irland: Dublin, Botschaft - Italien: Rom, Botschaft - Italien: Florenz, Generalkonsulat - Italien: Mailand, Generalkonsulat - Kosovo: Pristina, Verbindungsbüro - Kroatien: Zagreb, Botschaft - Lettland: Riga, Botschaft - Litauen: Vilnius, Botschaft - Luxemburg: Luxemburg, Botschaft - Malta: Valletta, Botschaft - Nordmazedonien: Skopje, Botschaft - Moldau: Chișinău, Botschaft | - Montenegro: Podgorica, Botschaft - Niederlande: Den Haag, Botschaft - Norwegen: Oslo, Botschaft - Österreich: Wien, Botschaft - Polen: Warschau, Botschaft - Polen: Danzig, Generalkonsulat - Portugal: Lissabon, Botschaft - Rumänien: Bukarest, Botschaft - Rumänien: Constanța, Generalkonsulat - Russland: Moskau, Botschaft - Russland: Kasan, Generalkonsulat - Russland: St. Petersburg, Generalkonsulat - Schweden: Stockholm, Botschaft - Schweden: Göteborg, Generalkonsulat - Schweiz: Bern, Botschaft - Schweiz: Zürich, Generalkonsulat - Serbien: Belgrad, Botschaft - Slowakei: Bratislava, Botschaft - Slowenien: Ljubljana, Botschaft - Spanien: Madrid, Botschaft - Spanien: Barcelona, Generalkonsulat - Tschechien: Prag, Botschaft - Ukraine: Kiew, Botschaft - Ukraine: Odessa, Generalkonsulat - Ungarn: Budapest, Botschaft - Vereinigtes Königreich: London, Botschaft - Vereinigtes Königreich: Belfast, Generalkonsulat - Vereinigtes Königreich: Edinburgh, Generalkonsulat - Vereinigtes Königreich: Manchester, Generalkonsulat - Belarus: Minsk, Botschaft |

### Nordamerika
| - Antigua und Barbuda: Saint John’s, Botschaft - Bahamas: Nassau, Botschaft - Barbados: Bridgetown, Botschaft - Costa Rica: San José, Botschaft - Dominica: Roseau, Botschaft - Dominikanische Republik: Santo Domingo, Handelsbüro - Grenada: St. George’s, Botschaft - Haiti: Port-au-Prince, Büro - Jamaika: Kingston, Botschaft - Kanada: Ottawa, Botschaft - Kanada: Calgary, Generalkonsulat - Kanada: Montreal, Generalkonsulat - Kanada: Toronto, Generalkonsulat | - Kanada: Vancouver, Generalkonsulat - Kuba: Havanna, Botschaft - Mexiko: Mexiko-Stadt, Botschaft - Mexiko: Tijuana, Generalkonsulat - Niederlande: Willemstad, Curaçao, Generalkonsulat - Nicaragua: Managua, Botschaft - Panama: Panama-Stadt, Botschaft - Trinidad und Tobago: Port of Spain, Botschaft - Vereinigte Staaten: Washington, D.C., Botschaft - Vereinigte Staaten: Chicago, Generalkonsulat - Vereinigte Staaten: Los Angeles, Generalkonsulat - Vereinigte Staaten: New York, Generalkonsulat - Vereinigte Staaten: San Francisco, Generalkonsulat |

### Südamerika
| - Argentinien: Buenos Aires, Botschaft - Bolivien: La Paz, Botschaft - Bolivien: Santa Cruz de la Sierra, Konsulat - Brasilien: Brasília, Botschaft - Brasilien: Recife, Generalkonsulat - Brasilien: Rio de Janeiro, Generalkonsulat - Brasilien: São Paulo, Generalkonsulat - Chile: Santiago de Chile, Botschaft - Chile: Iquique, Generalkonsulat - Ecuador: Quito, Botschaft | - Ecuador: Guayaquil, Generalkonsulat - Kolumbien: Bogotá, Botschaft - Kolumbien: Barranquilla, Konsulat - Guyana: Georgetown, Botschaft - Peru: Lima, Botschaft - Suriname: Paramaribo, Botschaft - Uruguay: Montevideo, Botschaft - Venezuela: Caracas, Botschaft |

## Vertretungen bei internationalen Organisationen
- Europäische Union: Brüssel, Mission
- ASEAN: Jakarta, Ständige Mission
- Vereinte Nationen: New York, Ständige Mission
- Vereinte Nationen: Genf, Ständige Mission
- Vereinte Nationen: Wien, Ständige Mission
- UNESCO: Paris, Ständige Mission
- OPCW: Den Haag, Ständige Mission